# Мазока, Андерсон
Андерсон Мазока (англ. Anderson Mazoka; 22 марта 1943, Монзе, Южная провинция — 24 мая 2006, Йоханнесбург) — замбийский государственный и политический деятель. Основатель Объединённой партии национального развития, ведущей оппозиционной партии.

## Биография
Родился в Монзе. В 1969 году окончил Юнион-колледж со степенью инженера-механика. Для своей дипломной работы спроектировал и построил аэродинамический туннель за 10 недель, строительство которого привлекло внимание средств массовой информации, был размещен в подвале научно-технического факультета колледжа и использовался в течение трех десятилетий.
На всеобщих выборах, состоявшихся 27 декабря 2001 года, занял второе место после Леви Мванавасы из правящей партии «Движение за многопартийную демократию», набрав 27,2 % голосов. 24 мая 2006 года скончался от почечной недостаточности в Йоханнесбурге (Южно-Африканская Республика) в возрасте 63 лет. На должности лидера Объединённой партии национального развития его сменил Хакаинде Хичилема.
Был женат на Мутинте Мазоке и имел троих детей: Мутинту, Пасину и Андерсона-младшего. Его старшая дочь Масендже была от первого брака с Зенобией Льюис.